# مخفی بدخشی
مَخفی بَدَخشی (۱۲۵۵ – ۲۸ جدی ۱۳۴۲ ه. خورشیدی) از شاعران پارسی‌گوی زن در خراسان بود.

## زندگی
شاه بیگم زیب‌النسا مخفی بدخشی، شاعره نامدار تاجیک و خراسانی، دختر میر محمودشاه عاجز، از سلسله امیرانِ بدخشان در سال ۱۲۵۵ خورشیدی در حالی که خانوادهٔ وی در تبعید سیاسی به سر می‌بُرد در شهر تاجکورگان(خلم) ولایت بلخ به دنیا آمد.
میر محمودشاه عاجز، پدر مخفی بدخشی با آن که یک سیاست‌مدار آواره بود، دیوان اشعارش با نام "چار باغ شاهی" داشت که امکان نشر نیافت. میر محمودشاهِ تاجیک‌تبار و پارسی زبان که نسبش به میر یاربیک خان، اساس‌گذار اُمرای مستقل سدهٔ اخیر بدخشان بود، می‌رسد. شناسنامهٔ مخفی بدخشی در هفت نسل به میر یاربیک خان و یازده نسل به جلال بخارایی معروف به مخدوم اعظم از شهر بخارا بوده است، می‌باشد؛ اما مادر مخفی بدخشی "بی‌بی جهان" نام داشت که از تبار ازبک بوده است.
مخفی بدخشی این شاعر آوارهٔ پارسی‌زبان، تحصیلات ابتدایی را در نزد پدر دانشمند و برادرانش که میرمحمدشاه غمگین و میرسهراب شاه سودا نام داشتند و هر دو نیز شاعر بودند، به گونهٔ خصوصی فرا گرفت.
مخفی بدخشی هنوز کودک بود که پدرش درشهر خلم ولایت بلخ وفات نمود و خانوادهٔ مخفی در سال ۱۲۹۸ قمری عازم بدخشان گردید. در این زمان بود که عبدالرحمان خان خانواده مخفی بدخشی را به کابل تبعید نمود و به قول شاهدان «بعد از سه ماه زندگی در کابل این خانواده فاضل ولی رنج دیده را به قندهار تبعید سیاسی نمودند».
مخفی بدخشی بیست سال تمام با خانواده اش در قندهار تبعید سیاسی بود و در این بیست سال خواندن کتاب‌های دینی، ادبی و تاریخی را در نزد برادرش غمگین، به گونهٔ علمی آموخت و برای اولین‌بار در قندهار به سرایش پرداخت.
| خوشا سیر بهار کندهار و دوستان با هم |  | که می‌گشتیم در گُرد چمن آهسته آهسته |

مخفی بیست و شش ساله بود که از قندهار وارد کابل شد و در کابل به آموختن کتاب‌های بزرگ ادبی وآثار شاعران بزرگ پارسی زبان، چون: حافظ، شیرازی، بیدل، سعدی، رابعه بلخی، و دیگر بزرگان زبان پارسی – دری پرداخت که گفته می‌شود شعر وی در کابل به پخته‌گی تام رسیده بود. او در کابل با محجوبه هروی، شاعر معاصر و هم دورهٔ خود از طریق ارسال نامه و سروده‌هایش در ارتباط بوده است.
مخفی در کابل در دورهٔ پرشور جوانی‌اش خواستگارهای زیادی داشت، اما او سخت دل باختهٔ پسر عمو اش محمد مشرب بود که در بدخشان می‌زیست و هرگز به خواستگارهایش پاسخ مثبت نداد.
| شام هجران بس‌که یاد از لعل خندان می‌کنم |  | در خیالش ملک کابل را بدخشان می‌کنم |
| کاکل مشکین او یک شب به خواب آمد مرا   |  | عمرها تعبیر آن خواب پریشان می‌کنم  |

و محمد مشرب نیز از دوری معشوق خود، همیشه در بستر مریضی می‌سوخته است، اما زندگی هیچ‌گاهی برای این دو دلداده فرصت رسیدن را نداده و سید مشرب در جوانی درگذشت.
مخفی بدخشی تا پایان عمر در فراق معشوق خود سوخته ولی هرگز با کسی دیگر ازدواج نکرده است. فی الواقع از جمله خاستگارهایش، یکی آن عارف چاه آبی بوده است که در وصف مخفی شعرهای نیز سروده است.
| نهاده داغ به دل‌های ناتوان مخفی        |  | رسانده تیر خطاها به استخوان مخفی     |
| به تصویر جمالش پنجه بهزاد می‌لرزد      |  | ز تحریک دو زلف عنبرینش باد می‌لرزد    |
| سپاه غمزه اش چون صف کشید در دامن جلغر |  | چو برگ بید سر تا پای فیض آباد می‌لرزد |

زمانی که امان‌الله خان، در افغانستان به کُرسی قدرت نشست، زندانی‌های دورهٔ پدر و پدربزرگ خود را آزاد نمود و نیز شیپور آزادی را برای تبعیدیان به صدا درآورد که خانوادهٔ مخفی بدخشی هم مشمول این رویداد بود.
بعد از ۳۷ سال آواره گی مخفی در آن زمان ۴۳ ساله بود، دوباره به بدخشان بازگشت. مخفی بدخشی سال‌های سال آرزوی دیدن زادگاه اصلی اش را در دل می‌پرورانید، بانو مخفی در اولین دیدار بعد از بازگشت، غزلی زیبایی را با شور و حال خاص چنین سروده است:
| عمریست که بودم به دل ارمان بدخشان |  | صد شکر رسیدم به گلستان بدخشان  |
| رفتند حریفان همه از دهر و بمانده  |  | این عاجز بی‌چاره ز شاهان بدخشان |

یا
| بشکند دستی که خم در گردن یاری نشد      |  | کور بِه چشمی که لذت گیر دیداری نشد |
| صد بهار آخر شد و هر گل به فرقی جا گرفت |  | غنچه باغ قلب ماهم زیب دستاری نشد  |

مخفی در کنار رود کوکچه واقع در فیض آباد از چوب نی، کپهٔ خسی ساخته بود و تا آخر عمر، در آن کلبهٔ فقیرانه زیسته است که خود در آن مورد چنین سروده است:
| گر چه مسکین و غریبم بوریای خویش را |  | کی برابر بر فراش تخت شاهان می‌کنم |

سر انجام مخفی بدخشی در سوم ماه رمضان، سال ۱۳۸۳ هـ ق، روز یک شنبه که برابر است با ۲۶ دی ماه ۱۳۴۲ خورشیدی، در فیض آباد، ولایت بدخشان، به عمر ۸۵ ساله گی درگذشت.
شاعران و نویسندگان پارسی زبان در مورد وی مرثیه‌های زیادی سروده‌اند و در کابل، بدخشان و جاهای دگر از این شاعر بلندآوازه یاد واره‌ها و محفل‌های را بر پا کرده‌اند و نیز دبیرستانی را در بدخشان، مؤسسه تحصیلات نیمه عالی، چاپ خانه و ماهنامه که ارگانی نشراتی ریاست امور زنان ولایت بدخشان می‌باشد، به نام او در بدخشان و همچنان دبیرستانی در کابل نام‌گذاری نموده‌اند.از مخفی بدخشانی یک دیوان اشعار  به جا مانده است. نیز در بدخشان به نام او نام‌گذاری شده است.

## نمونه شعر
در مورد زیب‌النساء بیگم:
| بشکند دستی که خم در گردن یاری نشد      |  | کور به، چشمی که لذت‌گیر دیداری نشد  |
| صد بهار آخر شد و هر گل به فرقی جا گرفت |  | غنچه باغ دل ما زیب دستاری نشد      |
| هرکه آمد در جهان بودش خریداری، ولی     |  | پیر شد زیب‌النّساء او را خریداری نشد |